# Starship 1

Starship 1 — це космічний бойовий шутер від першої особи, розроблений і виготовлений для аркад у 1977 році компанією Atari, Inc. Ця гра, яка черпає велике натхнення з дуже популярного на той час телесеріалу Star Trek, містить перше відоме пасхальне яйце в будь-якій аркадній грі. Аркадна гра була поширена в Японії компанією Namco в 1978 році і була перенесена на Atari 2600 як Star Ship.

## Ігровий процес
Мета Starship 1 полягає в тому, щоб знищити інопланетний космічний корабель під час маневрування «Starship Atari» крізь поля зірок і астероїдів, «рятуючи Федерацію».
У грі використовується перспектива від першої особи на чорно-білому моніторі. Корабель гравця управляється за допомогою керуючого ярма, яке підключено до двох потенціометрів. Також є важіль, який контролює швидкість судна Порівняно зі звичайними аркадними іграми того часу, Starship 1 була порівняно просунутою, але використовувала досить багато аналогових технологій, які в наступні роки стануть менш поширеними в аркадних іграх.
Коли вороги з’являються на екрані, гравець намагається відцентрувати ворога в перехресті прицілу та вистрілити в нього своїми «фазорами», натиснувши на спусковий гачок на керуючому ярмі. Крім того, гравець має 5 «протонних торпед» за гру, які можна випустити, натиснувши велику білу кнопку на панелі приладів. Це знищить будь-який ворожий корабель на екрані, незалежно від того, чи знаходиться він у перехресті прицілу (це не згенерована грою графіка, а записана безпосередньо на екран монітора).
З’являються чотири різні вороги: зоряні кораблі, натхненні «Зоряним шляхом», вартістю 50 очок, червоподібні інопланетні істоти з очима та кораблі клінгонського типу, кожен вартістю 100 очок, і літаюча тарілка, що блимає, вартістю 200 очок.
Гравець не дивиться безпосередньо на ігровий монітор; монітор втоплений в корпус, і гравець бачить відображене зображення монітора в напівпосрібленому дзеркалі з космічним фоном.

## Великоднє яйце
Згідно з дослідженням Еда Фріса, Starship 1 містить перше відоме пасхальне яйце в будь-якій аркадній грі. Фріс підтвердив дизайнеру Рону Мілнеру, що, активуючи елементи керування машиною у відповідній послідовності, гра відображає повідомлення «Привіт, Рон!» (з посиланням на Мілнера) і дає десять безкоштовних ігор.